# Knight Rider: The Game
Knight Rider: The Game (in italiano: Supercar: Il gioco) è un videogioco sviluppato da Davilex Games basato sulla serie televisiva Supercar. Il gioco è stato pubblicato in Europa per PlayStation 2 e PC il 22 novembre 2002 e in Nord America per PC il 12 febbraio 2003.
È stato prodotto anche un seguito denominato Supercar 2: Knight Rider, sviluppato nuovamente da Davilex Games, e messo in commercio nel 2004 per PlayStation 2 e PC.
Il gioco permette al giocatore di prendere il controllo di KITT - Knight Industries Two Thousand - in una gamma di missioni tra cui: da corsa, esplorazione, caccia e altri. Il giocatore incontrerà anche cattivi celebri della serie originale, tra cui KARR e Garthe Knight.

## Lista missioni
1. Allenamento
2. Badlands
3. Camera Obscura
4. Camera Obscura parte II
5. Il racconto di un cavaliere
6. Peccato originale
7. Peccato originale parte II
8. Peccato originale parte III
9. Fionda
10. Inseguimento dell'elicottero
11. Inseguimento dell'elicottero parte II
12. Il figlio cattivo
13. Visione del tunnel
14. Visione del tunnel parte II
15. L'ultimo cavaliere in piedi